# Назаренко, Александр Васильевич
Алекса́ндр Васи́льевич Назаре́нко (16 января 1948, Поневеж (Паневежис), Литовская ССР — 19 января 2022, Москва) — советский и российский историк и филолог, специалист в области русского средневековья. Доктор исторических наук (1996).

## Биография
Окончил романо-германское отделение филологического факультета Московского государственного университета. Старший, затем ведущий научный сотрудник Института всеобщей истории РАН. Руководитель проекта «Россия и страны Центральной Европы в IX—XV вв.» Института всеобщей истории. Председатель Научного совета Российской Академии наук «Роль религии в истории». Член Совета и руководитель Научной секции Императорского Православного Палестинского Общества (ИППО). Член редакционного совета журнала «Православный паломник». Член редколлегии журнала «Древняя Русь. Вопросы медиевистики». В 2012 году возглавил Центр истории религии и церкви в Институте российской истории РАН.
Член объединённого диссертационного совета Д 999.073.04 по теологии Общецерковной аспирантуры и докторантуры имени святых равноапостольных Кирилла и Мефодия, Православного Свято-Тихоновского гуманитарного университета, Московского государственного университета имени М. В. Ломоносова и Российской академии народного хозяйства и государственной службы при Президенте Российской Федерации.
Скончался на 75-м году жизни 19 января 2022 года после тяжёлой и продолжительной болезни. Похоронен на Востряковском кладбище.

## Научные интересы
Специалист по истории русско-западноевропейских связей Средневековья, истории политического строя Руси и раннесредневековых государств «латинской» Европы, истории церкви, источниковедению латинской средневековой агио- и хронографии.
Считал себя продолжателем традиции изучения истории внешней политики Руси, связанной с именем Владимира Терентьевича Пашуто. Считал необходимым, во-первых, максимально способствовать восстановлению основополагающего принципа исторического исследования — историко-филологического единства, некогда составлявшего одно из главных достоинств отечественной науки. Во-вторых, по возможности сократить, а в идеальной перспективе и ликвидировать отрыв науки о русском Средневековье от европейской медиевистики (включая византинистику) в целом — от современной постановки проблем, методических принципов, инструментария. Активно использовал данные вспомогательных исторических дисциплин — генеалогии, нумизматики, сфрагистики и др. Занимался сопоставлением древнерусских и зарубежных (латинских, византийских, древненемецких) текстов, углубленным анализом малоизвестных и введением в науку новых источников.

## Награды
- Лауреат премии Митрополита Макария (Русская православная церковь, Московская мэрия, 2001; за книгу «Древняя Русь на международных путях»).

## Научные труды

### Монографии
- Русь и Германия во второй половине X века: Начало политических взаимоотношений: Автореф. дис….канд. ист. наук / АН СССР. Ин-т истории СССР. М., 1989. 21 с.
- Русско-германские связи древнейшей поры (IX—XI вв.): состояние проблемы. М., 1995. 62 с. (Докл. Науч. центра слав.-герм. исслед. / РАН. ИСБ. Науч. центр слав.-герм. исслед.; № 1).
- Древняя Русь и Запад: русско-немецкие связи IX—XII веков: Автореф. дис. … докт. ист. наук . [ИРИ РАН]. М., 1996. 54 с.
- Древняя Русь на международных путях: Междисциплинарные очерки культурных, торговых, политических отношений IX—XII веков. М.: Языки русской культуры, 2001. 784 с. (Studia historica).
- Древняя Русь и славяне (историко-филологические исследования) (Древнейшие государства Восточной Европы, 2007 год) / Ин-т всеобщей истории. М.: Русский Фонд Содействия Образованию и Науке, 2009. 528 с. — ISBN 978-5-91244-009-0.

### Статьи
- О «Русской марке» в средневековой Венгрии // Восточная Европа в древности и средневековье. Сб. ст. / отв. ред. Л. В. Черепнин. (Сб. к 60-летию В. Т. Пашуто). М., 1978. — С. 302—306.
- Русь и монголо-татары в хронике сплитского архидиакона Фомы (XIII в.) // История СССР. — М., 1978. — № 5. — С. 149—158.
- Об имени «Русь» в немецких источниках IX—XI вв. // Вопросы языкознания. — М., 1980. — № 5. — С. 46-57.
- События 1017 г. в немецкой хронике XI в. и русской летописи // Древнейшие государства на территории СССР: Мат-лы и исслед., 1980 год. — М.: Наука, 1981. — С. 175—185.
- Имя «Русь» и его производные в немецких средневековых актах (IX—XIV вв.): Бавария — Австрия // Древнейшие государства на территории СССР: Мат-лы и исслед., 1982 год. — М.: Наука, 1984. — С. 86-129.
- О датировке Любечской битвы // Летописи и хроники: Сб. ст. 1984 г. / Отв. ред. В. И. Буганов. — М.: Наука, 1984. — С. 13-19.
- Родововой сюзеренитет Рюриковичей над Русью (X—XI вв.) // Древнейшие государства на территории СССР: Мат-лы и исслед., 1985 год. — М.: Наука, 1986. — С. 149—157.
- Происхождение др.-русск. «Русь»: состояние проблемы и возможности лингвистической ретроспективы // Х Всесоюзная конференция по изучению истории, экономики, литературы и языка скандинавских стран и Финляндии. Тезисы докладов. Ч. 1. — М., 1986. — С. 127—128.
- Русь и Германия в 70-е годы X века // Russia Mediaevalis. München, 1987. — T. 6/1. — S. 38-89.
- «Путь из немец в хазары» и первые века древнерусской истории (IX—X вв.) // [Восточная Европа в древности и средневековье]. Внешняя политика Древней Руси. Юбилейные [II] чтения, посвящённые 70-летию со дня рождения чл.-корр. АН СССР В. Т. Пашуто. Москва, 19-22 апреля 1988 г. — М., 1988. — С. 52-57.
- Русско-немецкие контакты начального периода древнерусской государственности (IX—X вв.) в кругу международных связей Руси // Славяне и их соседи: Место взаимных влияний в процессе общественного и культурного развития. Эпоха феодализма: (Сб. тез.) / АН СССР. Ин-т славяноведения и балканистики. — М., 1988. — С. 47-49.
- Житие Антония Печерского и датировка русско-польского союза при Казимире I и Ярославе Мудром // Славяне и их соседи: Международные отношения в эпоху феодализма. Сб. тезисов. — М.: Наука, 1989. — С. 19-21.
- К этимологии этнонима Σκολοτοι (Геродот IV, 6) // Древнейшие государства на территории СССР: Мат-лы и исслед., 1987 год. М.: Наука, 1989. — С. 233—237.
- Реальность и учёная традиция в представлениях Адама Бременского (XI в.) о Северной и Восточной Европе // XI Всесоюзная конференция по изучению истории, экономики, литературы и языка Скандинавских стран и Финляндии: Тез. докл. М., 1989. [Ч.] l. C. 114—115.
- Когда же княгиня Ольга ездила в Константинополь? // Византийский временник. М.: Наука, 1989. Т. 50. — С. 66-83.
- Южнонемецкие земли в европейских связях IX—X вв. // Средние века. М., 1990. Вып. 53. — С. 121—136.
- Русь или руги в Раффельштеттенском таможенном уставе? (Об одном мнимом конфликте между археологией и историей) // Восточная Европа в древности и средневековье: Проблемы источниковедения. Чтения памяти чл.-кор. АН СССР В. Т. Пашуто. Москва, 18—20 апр. 1990 г. Тез. докл. М.: РАН. Ин-т рос. истории, 1990. — С. 87-92.
- Попытка крещения Руси при княгине Ольге в контексте международных отношений 60-х годов X века // Церковь, общество и государство в феодальной России: Сб. статей / Отв. ред. А. И. Клибанов. М.: Наука, 1990. — С. 24-40.
- О русско-датском союзе в первой четверти XI в. // Древнейшие государства на территории СССР: Мат-лы и исслед., 1990 год. М.: Наука, 1991. — С. 167—190.
- Концепция истории Древней Руси в синтезирующем труде немецких историков «Руководство по русской истории» // Русь между Востоком и Западом: культура и общество X—XVII вв.: К XVIII Международному конгрессу византинистов (Москва, 8 — 15 августа 1991 г.). М., 1991. Ч. I.
- Die Rus’ und Deutschland vor 988 // Le origini e lo sviluppo della cristianità slavo-bizantina / A cura di S. W. Swierkosz-Lenart. Roma, 1992. (Nuovi studi storici. [T.] 17). S. 19-42.
- «Натиск на Восток» или «свет с Востока»? История русско-немецких отношений в кругу стереотипов // Славяноведение. М., 1992. — № 2.
- Неизвестный эпизод из жизни Мстислава Великого // Отечественная история. М., 1993. — № 2. — С. 65-79.
- Кирилло-мефодиевская миссия и Русь (Некоторые источниковедческие наблюдения над «Баварскким географом») // Восточная Европа в древности и средневековье. Спорные проблемы истории. Чтения памяти чл.-корр. АН СССР В. Т. Пашуто. Москва, 12-14 апреля 1993 г. Тез. докл. М.: РАН. Ин-т рос. истории, 1993. — С. 57-59.
- Киевская княгиня — внучка папы Льва IX (1949—1054) и императора Генриха III (1039—1056): Новые данные о внешней политике Руси в 70-х гг. XI в. // Восточная Европа в древности и средневековье. Древняя Русь в системе этнополитических и культурных связей. Чтения памяти чл.-корр. АН СССР В. Т. Пашуто. Москва, 18-20 апреля 1994 г. Тез. докл. М.: РАН. Ин-т рос. истории, 1994. — С. 26-29.
- Русь и Германия в IX—X вв. // Древнейшие государства Восточной Европы: Мат-лы и исслед., 1991 год. М.: Наука, 1994. — С. 5-138.
- О династических связях сыновей Ярослава Мудрого // Отечественная история. М., 1994. — № 4-5. — С. 181—194.
- Византийская денежно-весовая система и её влияние на формирование денежно-весовых единиц на Руси и в Западной Европе // Славяне и их соседи: Греч. и славян. мир в сред. века и раннее новое время: (Тез. III конф.). М., 1994. — С. 17-19.
- О древнерусских печатях с надписью ДЬНЬСЛОВО // Восточная Европа в древности и средневековье: Язычество, христианство, церковь. Чтения памяти чл.-кор. АН СССР В. Т. Пашуто, Москва, 20-22 февр. 1995 г.: Тез. докл. М.: РАН. Ин-т рос. истории, 1995. — С. 49-53.
- Ещё раз о дате поездки княгини Ольги в Константинополь: Источниковедческие заметки // Древнейшие государства Восточной Европы: Мат-лы и исслед., 1992—1993 годы. М.: Наука, 1995. — С. 154—168.
- Порядок престолонаследия на Руси XI—XII вв.: Наследственные разделы и попытки десигнации // Римско-константинопольское наследие на Руси: Идея власти и политическая практика (IX Международный семинар исторических исследований «От Рима к Третьему Риму», Москва, 29-31 мая 1989 г.) = L’eredità Romano-Costantinopolitana nella Russia medioevale: Idea del potere e pratica politica (IX Seminario Internazionale di studi storici «Da Roma alla Terza Roma», Mosca, 29-31 maggio 1989). М., 1995. — С. 83-96.
- Некоторые соображения о договоре Руси с греками 944 г. в связи с политической структурой Древнерусского государства // Восточная Европа в древности и средневековье: Политическая структура древнерусского государства: VIII чтения памяти чл.-кор. АН СССР В. Т. Пашуто. Москва, 17-19 апр. 1996 г.: Тез. докл. М.: РАН. Ин-т рос. истории, 1996. — С. 58-63.
- Элементы житийной традиции о Св. Владимире в западноевропейской литературе первой половины XI в. // Древняя Русь и Запад: [Науч. конф. 20-24 мая 1996 г.: Кн. резюме] / РАН. Ин-т мир. лит. им. A. M. Горького, Об-во исследователей Древ. Руси. М., 1996. — С. 33-36.
- Происхождение древнерусского денежно-весового счета // Древнейшие государства Восточной Европы: Мат-лы и исслед., 1994 год: Новое в нумизматике. М.: Археографический центр, 1996. — С. 5-79.
- Была ли столица в Древней Руси? Некоторые сравнительно-исторические и терминологические наблюдения // Столичные и периферийные города Руси и России в средние века и раннее новое время (XI—XVIII вв.): Тез. докл. науч. конф. (Москва, 3-5 декабря 1996 г.). М., 1996. — С. 69-72.
- L’empire Ottonien et la baptême des Russes // Clovis: Histoire et mémoire: Actes de Colloque Intern. d’histoire de Reims. T. 2: La baptême de Clovis, son écho à travers l’histoire. Paris, 1997. S. 399—410.
- О языке восточноевропейских варягов IX—X вв. (*RŌĐ(S)- (?) — РУСЬ — ΡΩΣ — RUZZI) // Восточная Европа в древности и средневековье. Х чтения к 80-летию члена-корреспондента АН СССР В. Т. Пашуто. Москва, 15-17 апр. 1998 г.: Тез. докл. М.: РАН. Ин-т рос. истории, 1998.
- Русь и Святая Земля в эпоху крестовых походов // Богословские труды: Юбилейный сборник. К 150-летию Русской духовной миссии в Иерусалиме. М.: Изд-во Московской патриархии, 1999. Сб. 35. — С. 179—196.
- Первые контакты Штауфенов с Русью (К истории русско-немецких отношений в 30-е гг. XII в. // Восточная Европа в исторической ретроспективе: К 80-летию В. Т. Пашуто. М.: Языки славянской культуры, 1999. — С. 166—179.
- Западноевропейские источники // Древняя Русь в свете зарубежных источников / Под ред. Е. А. Мельниковой. М.: Логос, 1999. — С. 259—407.
- Городенское княжество и городенские князья в XII в. // Древнейшие государства Восточной Европы, 1998 г.: Памяти чл.-корр. РАН А. П. Новосельцева. М., 2000. — С. 169—188.
- Крещение св. Владимира в устной и письменной традиции древнейшего периода (XI в.) // Восточная Европа в древности и средневековье. Историческая память и формы её воплощения. XII чтения памяти чл.-кор. АН СССР В. Т. Пашуто. Москва, 17-19 апр. 2000 г.: Тез. докл. М.: РАН. Ин-т рос. истории, 2000. — С. 42-48.
- Die frühesten bayerisch-russischen Kontakte in historischer und sprachwissenschaftlicher Sicht // Bayern und Osteuropa. Aus der Geschichte der Beziehungen Bayerns, Frankens und Schwabens mit Rußland, der Ukraine und Weißrußland / Ed. H. Beyer-Thoma. Wiesbaden, 2000. S. 25-56.
- Русско-немецкие связи домонгольского времени (IX — середина XIII в.): Состояние проблемы и перспективы дальнейших исследований // Славяно-германские исследования. М.: Индрик, 2000. Т. 1-2. — С. 19-79.
- Порядок престолонаследия на Руси X—XII вв.: Сеньорат, наследственные разделы и попытки десигнации (Типологические наблюдения) // Из истории русской культуры. М.: Языки русской культуры, 2000. Том I: Древняя Русь / Сост. А. Д. Кошелев, В. Я. Петрухин. — С. 500—519. (Язык. Семиотика. Культура).
- Правнучка Ярослава Мудрого — мать иконийского султана Килидж-Арслана II // Florilegium: К 60-летию Б. Н. Флори: [Сб. ст.] / Сост. и предисл. А. А. Турилов. М.: Языки русской культуры, 2000. — С. 255—264.
- Русское самосознание: между Царством и Церковью // Москва. 2000. — № 12. — С. 133—144. (сокращённый журнальный вариант)
- Русское национально-государственное самосознание: между Царством и Церковью // Восточнохристианская цивилизация и восточнославянское общество в современном мире: [Сб. ст.] / Отв. ред. М. Н. Громов. М.: РАН. Ин-т философии, 2001.
- Империя Карла Великого — идеологическая фикция или политический эксперимент? // Карл Великий: реалии и мифы. М.: РАН. Ин-т всеобщей истории, 2001. — С. 11-24.
- Немцы в окружении св. Мефодия? (Мефодий и монастырь св. Марии в Райхенау) // Византийские очерки: Труды рос. ученых к XX Междунар. конгр. византинистов / Под ред. Г. Г. Литаврина, И. С. Чичурова. СПб., 2001. — С. 118—127.
- Об одном эпизоде венгерской политики Ярослава Мудрого // Норны у Источника Судьбы: Сб. ст. в честь Е. А. Мельниковой / РАН. Ин-т всеобщей истории. М. Индрик:, 2001. — С. 268—281.
- Скандинавская марка и древнерусская гривна серебра // Нумизматика на рубеже веков / Отв. ред. А. А. Молчанов. Б. м., 2001. Ч. 15. — С. 71-84.
- О междисциплинарном подходе к изучению Древней Руси // Древняя Русь: Вопросы медиевистики. 2002. — № 1. М., 2002. — С. 5-8.
- «Си первое вниде в царство небесное от Руси» (Св. равноапостольная княгиня Ольга в Царьграде) // Православный паломник: Журн. Палом. центра ОВЦС Моск. Патриархата. М., 2002. — № 1. — С. 58-62.
- О язычестве эльбо-одерских славян (недоступная ссылка) // Религии мира: история и современность: [Ежегодник] / [Рос. акад. наук. Науч. совет «Роль религии в истории»] и др. / Редкол.: Г. М. Бонгард-Левин и др. [Отв. ред. А. В. Назаренко]. М.: Наука, 2002. — С. 8-23.
- Черниговская земля в период киевского княжения Святослава Ярославича (1073—1076) // «А сє єго срєбро». Збірник наукових праць на пошану члена-кореспондента НАН України М. Ф. Котляра з нагоди його 70-річчя / Інститут історіі України НАН України. Київ, 2002. — С. 59-66.
- Русско-немецкие связи домонгольского времени (IX — середина XIII в.): Состояние проблемы и перспективы дальнейших исследований // Из истории русской культуры. М.: Языки русской культуры, 2002. Том II. Книга 1: Киевская и Московская Русь / Сост. А. Д. Кошелев, В. Я. Петрухин. — С. 261—308. (Язык. Семиотика. Культура).
- Две Руси IX века // Родина. — № 11-12. Спецвыпуск «Древняя Русь. IX—XIII века». — С. 16-24.
- Западноевропейские источники // Древняя Русь в свете зарубежных источников / Под ред. Е. А. Мельниковой [2-е изд.]. М.: Логос, 2003. — С. 259—407.
- Крест «Иерусалимский»? «Новгородский»? «Хильдесхаймский»?: К истории одной древнерусской паломнической реликвии // Православный паломник: Журнал Паломнического Центра Московского Патриархата. М., 2003. — № 6. — С. 54-58.
- Ещё раз о «Русской марке» (Ruzaramarcha) из грамоты Людовика Немецкого 862/863 года // От Древней Руси к России Нового времени: Сб. ст. / [Сост. А. В. Юрасов; отв. ред. В. Л. Янин]. М.: Наука, 2003. — С. 51-56.
- Россия и Запад в свете их генезиса из единой christianitas // Восточнохристианская цивилизация и проблемы межрегионального взаимодействия: [Сб. ст.] / Отв. ред. М. Н. Громов. М.: РАН. Ин-т философии, 2004.
- 1054 и 1204 годы как вехи русской истории // Православная Византия и латинский Запад (к 950-летию разделения Церквей и 800-летию захвата Константинополя крестоносцами) / Международная церковно-научная конференция, 26-27 мая 2004 г.: Сб. мат-лов / Московский патриархат; Императорское православное палестинское общество, Научный совет РАН «Роль религий в истории», И. С. Чичуров. М.: Паломнический центр Московского Патриархата, 2005. — С. 86-94.
- «Зело неподобно правоверным» (Межконфессиональные браки на Руси в XI—XII вв.) // Вестник истории, литературы, искусства: альманах / Рос. акад. наук, Отд-ние ист.-филол. наук / [Гл. ред. акад. Г. М. Бонгард-Левин, ред. В. П. Полыковская]. М.: Собрание, Наука, 2005. Т. 1. — С. 269—279.
- Древнерусский паломьникъ // От Древней Руси к новой России: Юбилейный сборник, посвящённый чл.-корр. РАН Я. Н. Щапову / РАН. Ин-т Российской Истории; отв. ред. А. Н. Сахаров. М.: Паломнический центр Московского Патриархата, 2005. — С. 139—149.
- У истоков русского паломничества (исторические, богословские, дисциплинарные и правовые аспекты) // Православное паломничество: традиции и современность / Сб. мат-лов I общецерковной конференции 27 октября 2004 г. М.: Издание Московского Патриархата, 2005.
- От Дамиетты до Калки: (восточно-христианские исповедания глазами Запада между II и VI Крестовыми походами) // Православный палестинский сборник. Вып. 102. М.: Паломнический центр Московского Патриархата, 2005. — С. 112—121.
- Племянники венгерского короля Иштвана I на Руси // Ad fontem / У источника: Сборник статей в честь С. М. Каштанова / РАН. Ин-т всеобщей истории; отв. ред. С. О. Шмидт. М.: Наука, 2005. — С. 167—175.
- Владимир Мономах и Киевское столонаследие: традиция и попытка реформы // Древнейшие государства Восточной Европы, 2004 год: Политические институты Древней Руси / РАН. Ин-т всеобщей истории. М.: Восточная литература, 2006. — С. 279—290.
- К истории православного паломничества // Православный паломник: Журнал Паломнического Центра Московского Патриархата. №. 4 (29). М., 2006. — С. 16-19.
- Митрополии Ярославичей во второй половине XI века // Древняя Русь: Вопросы медиевистики. 2007. №. 1 (27). М.: РФК «Имидж-Лаб», 2007. — С. 85-103.
- Киевский митрополит Иоанн I // Древняя Русь: Вопросы медиевистики. 2007. — №. 3 (29). М.: РФК «Имидж-Лаб», 2007. — С. 76-77.
- Владимир Мономах и Вельфы в конце XI в. // Средневековая Русь: [Сб. ст.] / Редкол.: А. А. Горский (отв. ред.) [и др.]. М.: Индрик, 2007. [Вып.] 7. — С. 71-119.
- «Слы и гостие»: о структуре политической элиты Древней Руси в первой половине — середине X в. // Восточная Европа в древности и средневековье. Политические институты и верховная власть / XIX Чтения памяти чл.-кор. АН СССР В. Т. Пашуто, Москва, 16-18 апреля 2007 г.: Материалы конференции / РАН. Ин-т всеобщей истории. М.: Изд-во Института всеобщей истории РАН (ИВИ), 2007. — С. 169—174.
- Братское совладение, отчина, сеньорат: династический строй Рюриковичей X—XII вв. в сравнительно-историческом аспекте // Древнейшие государства Восточной Европы, 2005 год: Рюриковичи и российская государственность / РАН. Ин-т всеобщей истории. М.: Индрик, 2008. — С. 132—179.
- Византийские иерархи на русских кафедрах в домонгольское время // Российско-греческие государственные, церковные и культурные связи в мировой истории: Первый российско-греческий форум гражданских обществ. — Афины; М., 2008. — С. 66-72.
- Владимир Мономах и Вельфы в конце XI в. // Славяно-германские исследования. — М.: Индрик, 2008. — Т. 3: От имени — к фактам. — С. 15‒67.
- Греч. Ρωμαιοι — др.-русск. грьци/хрьстьяни (псевдоэтноним на «пути из варяг в греки») // Восточная Европа в древности и средневековье. Трансконтинентальные и локальные пути как социокультурный феномен: XX Чтения памяти чл.-корр. АН СССР В. Т. Пашуто / Москва, 16-18 апр. 2008 г.: Материалы конференции: [сборник]. 2008. [Вып.] ХХ: Трансконтинентальные и локальные пути как социокультурный феномен. — С. 164—166.
- Древнерусское династическое старейшинство по «ряду» Ярослава Мудрого и его типологические параллели — реальные и мнимые // Ярослав Мудрый и его эпоха: [Сб. статей по материалам докл., прочит. на конф. в Ин-те всеобщ. истории 20 февраля 2004 г.] / РАН. Ин-т всеобщ. истории; под ред. И. Н. Данилевского, Е. А. Мельниковой. М.: Индрик, 2008. — С. 30‒54.
- «Новороссия», «Великороссия» и «вся Русь» в XII веке // Вестник истории, литературы, искусства / Отв. ред. Г. М. Бонград-Левин. 2008. — Т. 5. — С. 83‒96.
- Чичуров Игорь Сергеевич (1946—2008) // Православный Палестинский сборник. 2008. — Вып. 106. — С. 376—378 (в соавторстве с Н. Н. Лисовым).
- К истории православного паломничества // Православное паломничество: традиции и современность. II-я Общецерковная конф. (Москва, 28-29 ноября 2005 г.). М., 2009. С. 32‒37.
- К юбилею друзей // Православный паломник. 2009. — № 8 (51). — С. 10.
- Несостоявшееся посольство папы Евгения III (1145—1153 гг.) на Русь // Древняя Русь. Вопросы медиевистики. 2009. — №. 3 (37). — М.: РФК «Имидж-Лаб», 2009. — С. 81‒82.
- Об обстоятельствах учреждения Смоленской епископии // Великий Новгород и Средневековая Русь: Сборник статей. К 80-летию академика В. Л. Янина / РАН. Ин-т археологии; отв. ред. Н. А. Макаров. — М.: Памятники исторической мысли, 2009. — С. 468—481.
- Памяти Людольфа Мюллера (1917—2009) // Древняя Русь: Вопросы медиевистики. 2009. — № 3 (37). — С. 137—138.
- «Слово на обновление Десятинной церкви» — одно или два «Слова»? // Восточная Европа в древности и средневековье. Автор и его источник: восприятие, отношение, интерпретация: XXI Чтения памяти чл.-корр. АН СССР В. Т. Пашуто / Москва, 14-17 апреля 2009 г.: Материалы конференции: [сборник] / РАН. Ин-т всеобщей истории. — М.: Изд-во Института всеобщей истории РАН (ИВИ), 2009. — С. 231—236.
- К спорам о происхождении названия Киева, или о важности источниковедения для этимологии // Forma formans: Studi in onore di Boris Uspenskij / Ed. S. Bertolissi, R. Salvatore. Napoli, 2010. — Vol. 2. — P. 85‒99.
- Предисловие // Преподобный Иосиф Волоцкий / Отв. ред. А. В. Назаренко. — М., 2010. — С. 11‒12.
- Русь и Святая Земля в домонгольское время (XI — первая треть XIII в.) // Русская Палестина: Россия в Святой Земле / Под ред. Е. И. Зеленева. — СПб., 2010. — С. 220‒227.
- «Ряд» Ярослава Мудрого в свете европейской типологии // Сословия, институты и государственная власть в России в средние века и раннее новое время: Сб. ст. памяти академика Л. В. Черепнина. — М.: Наука, 2010. — С. 268‒283.
- Территориально-политическая структура Древней Руси в первой половине X века: Киев и «Внешняя Росия» Константина Багрянородного // Сложение русской государственности в контексте раннесредневековой истории Старого света (Труды Гос. Эрмитажа; 49). — СПб., 2010. — С. 411‒425.
- Η ΕΧΩ ΡΩΣΙΑ: К политической географии Древнерусского государства середины X века // Gaudeamus igitur: Сб. статей к 60-летию А. В. Подосинова / Под ред. Т. Н. Джаксон, И. Г. Коноваловой, Г. Р. Цецхладзе. — М.: Русский Фонд содействия образованию и науке, 2010. — С. 294‒301.
- Вместо предисловия // Пашуто В. Т. Древняя Русь, Прибалтика, папство. Избранные статьи. К 90-летию В. Т. Пашуто / Отв. ред. Е. А. Мельникова (ДГ, 2008 год). — М.: Русский Фонд содействия образованию и науке, 2011. — С. 5-8.
- Кнут Лавард, Лотарь III и Мстислав Великий // Висы дружбы: Сб. статей в честь Т. Н. Джаксон / Под ред. Н. Ю. Гвоздецкой, И. Г. Коноваловой, Е. А. Мельниковой, А. В. Подосинова. — М., 2011. — С. 284‒303.
- Русские люди в Святой земле // Русская история. 2011. — № 3 (17). — С. 20‒23.
- Любечский съезд 1097 г. // БРЭ. Т. 18. — М., 2011. — С. 218‒219.
- [Пер. с лат., примеч.:] Договоры Немецкого ордена и его союзников с куршами, земгалами и сааремасцами 1230‒1284 гг.; Христбургский (Кишпоркский) договор 1284 г.; Послания Гедимина; Послание хана Абаки папе Клименту IV // Пашуто В. Т. Древняя Русь, Прибалтика, папство. Избранные статьи. К 90-летию В. Т. Пашуто / Отв. ред. Е. А. Мельникова (ДГ, 2008 год). — М.: Русский Фонд содействия образованию и науке, 2011. — С. 375‒398, 453‒472, 496‒570, 587‒590.
- «А руская грамота Богом дана…» // День славянской письменности и культуры. — М., 2012. — С. 9-14.
- К вопросу об обстоятельствах перевода договоров Руси с греками на славянский язык // Ruthenica. Киев, 2012. — Т. 11. — С. 146‒152.
- Культура Древней Руси // Россия и Украина на перекрестках истории. Пособие для учителей истории. — М., 2012. — С. 51‒166 (в соавторстве с В. М. Рычкой).
  - Культура Давньоï Русi. // Украïна та Росiя на перехрестях iсторiï. Посiбник для вчiтеля. Модуль 1. — Київ, 2012.
- Русские княгини в Иерусалиме XI—XII вв. // Императорское Православное Палестинское общество: К 130-летию со дня основания. Междунар. научн. конф. (Москва, 10 ноября 2011 г.). — М., 2012. — С. 87‒98.
- «Русь и прочие восточные народы пусть приходят беспошлинно»: торговые связи между древнерусскими и немецкими землями в домонгольское время // Русские и немцы: 1000 лет истории, искусства и культуры [Т. 1:] Эссе. (Москва, Гос. исторический музей, 21 июля ‒ 25 августа 2012 г.; Берлин, Новый музей, 6 октября 2012 г. ‒ 13 января 2013 г.). Berlin: Michael Imhof; Petersberg, 2012. — Т. 1. — С. 48‒51.
- Русь IX века: обзор письменных источников // Русь в IX‒X веках: археологическая панорама / Отв. ред. Н. А. Макаров. — М.; Вологда: Древности Севера, 2012. — С. 13‒35.
- Русь IX века: север и юг // 1150 лет Российской государственности и культуры: Мат-лы к Общему собранию РАН, посвященному Году российской истории (Москва, 18 декабря 2012 г.). М.: Наука, 2012. С. 38‒52.
- «Слово на обновление Десятинной церкви» (к текстологии памятника) // ΘЕОΔОΥΛОΣ: Сб. статей памяти проф. И. С. Чичурова / Под ред. П. В. Кузенкова, А. А. Войтенко, М. В. Грацианского. — М.: ПСТГУ, 2012. — С. 229‒252.
- Сюзеренiтет колективний (родовий) // Енциклопедiя iсторiї України. Київ, 2012. — Т. 9. — С. 927‒928.
- Die Regensburger Ruzarii. Der bayerisch-russische Handel des Mittelalters (vornehmlich des 12. bis 13. Jahrhunderts) // Bayern und Russland in vormoderner Zeit: Wegmarken der Annäherung bis in die Zeit Peters des Grossen. Symposion der Kommission für bayerische Landesgeschichte bei der Bayerischen Akademie der Wissenschaften (München, 22.-24. Februar 2012). — München, 2012. — S. 15‒38.
- [Интервью:] Выбор князя Владимира: логика личной судьбы и логика истории // Родина. 2012. — № 9. — С. 88‒92.
- Западноевропейские источники // Древняя Русь в свете зарубежных источников / Под ред. Е. А. Мельниковой. — М.: Русский Фонд содействия образованию и науке, 2013. — С. 249‒426.
- Несостоявшаяся митрополия (об одном из церковно-политических проектов Андрея Боголюбского) // «Хвалам достойный…»: Андрей Боголюбский в русской истории и культуре. Междунар. научн. конф. (Владимир, 5-6 июля 2011 г.). — Владимир, 2013. — С. 12‒35.
- «Слово на обновление Десятинной церкви», или к истории почитания святителя Климента Римского в Древней Руси // Conférence Sainte Trinité de Patriarcate de Moscou ASBL (Patrologia Slavica; 2). Мoscow; Brusselle, 2013.
- IN MEMORIAM. Свящ. Герхард Подскальски (Gerhard Podskalsky), SJ // Древняя Русь: Вопросы медиевистики. 2013. — № 2 (52). — С. 116‒117.
- Городские центры или зоны полюдья? О политической структуре Киевской Руси первой половины — середины X в. // Мiста Давньоï Русi: Збiрка наукових праць пам’ятi А. В. Кузи. — Київ, 2014. — С. 38‒44.
- Династические коллизии в Древней Руси и начальная история Ростовской епископии (XI — начало XIII в.) // Современные проблемы изучения истории Церкви. — М., 2014. — С. 214‒236.
- Династический статус Курского Посемья в составе Новгород-Северского княжества в XII в. // «По любви, въ правду, безо всякие хитрости»: Друзья и коллеги к 80-летию В. А. Кучкина. — М., 2014. — С. 169‒178.
- Князь и дружина в эпоху договоров Руси с греками // Русь в IX—XII вв.: общество, государство, культура / Отв. ред. Н. А. Макаров, А. Е. Леонтьев; сост. И. Е. Зайцева. — М.; Вологда: Древности Севера, 2014. — С. 14‒24.
- Памяти Аркадия Анатольевича Молчанова (27 февраля 1947 — 18 июля 2010) // ПОЛYТРОПОС. Сб. научных статей памяти А. А. Молчанова (1947‒2010) / Под ред. Т. Н. Джаксон, А. В. Акопяна. — М.: Индрик, 2014. — С. 11‒13.
- Переяславская митрополия на Руси на рубеже XI—XII вв. (династическая и внешнеполитическая подоплека церковной географии) // Книга картины земли: Сб. статей в честь И. Г. Коноваловой / Под ред. Т. Н. Джаксон, А. В. Подосинова. — М.: Индрик, 2014. — С. 192‒211.
- Рюриковичи и Арпады в XI—XII веках // Россия и Венгрия на перекрестках истории. — Ставрополь; Капошвар; М., 2014. — Вып. 1. — С. 54‒59.
- ΙΓΓΩΡ, ВАРАГГОI и др. (о вероятных следах ассимилятивных процессов в языке восточноевропейских скандинавов в X веке) // ПОЛYТРОПОС. Сб. научных статей памяти А. А. Молчанова (1947‒2010) / Под ред. Т. Н. Джаксон, А. В. Акопяна. — М.: Индрик, 2014. — С. 223‒236.
- [Интервью:] «Неожиданный» Сергий: поборник Русского мира, церковник и аскет-исихаст // Родина. 2014. — № 5. — С. 20‒22.
- Архиепископы в Русской церкви домонгольского времени // Древняя Русь: Вопросы медиевистики. 2015. — № 4. — С. 67‒76.
- Владимир Великий: креститель, строитель, небесный охранитель Руси // Отец Земли Русской: К 1000-летию блаженной кончины святого равноапостольного князя Владимира. — М.: ПСТГУ; Индрик, 2015. — С. 6‒68.
- Дудика, Негваръ: два германских имени в новгородских памятниках // Slověne — Словѣне. International Journal of Slavic Studies. 2015. — Vol. 4, № 1. — С. 323‒333.
- Новгородский холоп Дудика и соболя падерборнского епископа Майнверка // Города и веси средневековой Руси. Археология, история, культура. К 60-летию Н. А. Макарова / Отв. ред. П. Г. Гайдуков. — М.; Вологда: Древности Севера, 2015. — С. 293‒301.
- Регенсбургские Ruzarii в XI‒XIII вв. // ARS HISTORICA. Сб. в честь О. Ф. Кудрявцева / Сост. и отв. ред. А. К. Гладков. — М; СПб., 2015. — С. 45‒60.
- [Интервью:] Креститель, Строитель, Хранитель // Наука и религия. 2015. — № 8. — С. 2‒7 (совм. с Н. Н. Лисовым).
- [Интервью:] Крещение Руси — это не случайность. Религиозные аспекты государственного строительства // Журнал Московской Патриархии. 2015. — № 6. — С. 36‒39.
- Введение к первому тому // История русского православного зарубежья. М., 2016. — Т. 1: Русское зарубежье до 1917 г. Кн. 1: Русское православное присутствие на христианском Востоке. — С. 40‒52.
- Достоверные годовые даты в раннем летописании и их значение для изучения древнерусской историографии // ДГ, 2013 год: Зарождение историописания в обществах Древности и Средневековья / Отв. ред. тома Д. Д. Беляев, Т. В. Гимон. — М.: Русский фонд содействия образованию и науке, 2016. — С. 593‒654.
- «Кодекс Гертруды» после Гертруды: Судьба книги на династических перекрестках XII в. // Polystoria: цари, святые, мифотворцы в средневековой Европе. — М., 2016. — С. 85‒138.
- «Никола вешний»: новое об обстоятельствах установления на Руси памяти святителя Николая Мирликийского 9 мая // Церковь в истории России. — М.: ИРИ РАН, 2016. Сб. 11: К 70-летию Н. Н. Лисового / Отв. ред. А. В. Назаренко. — С. 258‒284.
- Почему в 1169? О времени передачи русским афонитам монастыря св. Пантелеимона // Журнал Московской патриархии. 2016. — № 8. — С. 48‒52.
- [Интервью:] Имперская связь, протянувшаяся через века // Наука и религия. 2016. — № 12. — С. 4‒11 (совм. с Н. Н. Лисовым).
- Изгнанный печерский игумен в Выдубицком монастыре, или когда и почему в Киеве возникли монастыри Святослава и Всеволода Ярославичей // Культурний шар. Статтi на пошану Г.Ю. Iвакiна. — Київ, 2017. — С. 315‒327.
- «Никола вешний»: новое об обстоятельствах установления на Руси памяти святителя Николая Мирликийского 9 мая // Авраамиевская седмица. Матлы Междунар. научн. конф. — Смоленск, 2017. — С. 56‒81.
- О времени учреждения Киевской митрополии (современное состояние проблемы) // Эпоха Владимира Великого: государство, церковь, культура: Мат-лы Междунар. научн. конф. в память тысячелетия кончины св. равноап. князя Владимира и мученического подвига святых князей Бориса и Глеба (Москва, 14‒16 октября 2015 г.) / Отв. ред. Н. А. Макаров, А. В. Назаренко. — М.; Вологда: Древности Севера, 2017. — С. 130‒175.
- Предисловие // Эпоха Владимира Великого: государство, церковь, культура: Мат-лы Междунар. научн. конф. в память тысячелетия кончины св. равноап. князя Владимира и мученического подвига святых князей Бориса и Глеба (Москва, 14‒16 октября 2015 г.) / Отв. ред. Н. А. Макаров, А. В. Назаренко. — М.; Вологда: Древности Севера, 2017. — С. 9‒11.
- Die Rus’ im 9. Jahrhundert. Ein Überblick über die Schriftquellen // Die Rus’ im 9.‒10. Jahrhundert. Ein archäologisches Panorama (Studien zur Siedlungsgeschichte und Archäologie der Ostseegebiete; 14). Köln; Hamburg, 2017. — S. 21‒43
- Ярослав Владимирович Мудрый // БРЭ. — М., 2017. — Т. 35. — С. 767‒768.
- [Интервью:] Никола, «русский бог» // Наука и религия. 2017. — № 7. — С. 28‒31.
- Империя и Церковь в истории России: духовные основы политики, национальной безопасности и русского присутствия в мире (XVIII ‒ начало XX в.) // Историческая память и российская идентичность / Под ред. В. А. Тишкова, Е. А. Пивневой. — М., 2018. — С. 70‒97 (в соавторстве с Н. Н. Лисовым, Л. М. Мельниковой, И. Ю. Смирновой).
- Латинская и немецкая редакции «Записок о Московии» Герберштейна: из наблюдений переводчика // «Записки о Московии» Сигизмунда Герберштейна в зеркале русской исторической мысли: 1817‒2017. — М., 2018. — С. 201‒207.
- Памяти Готтфрида Шрамма (1929‒2017) // Древняя Русь: Вопросы медиевистики. 2018. — № 1 (71). — С. 145‒149.
- «Vexilla regis prodeunt…» ‒ «Вперед знамена царские…»: гимн Честному Кресту Венанция Фортуната (VI в.) // Филаретовский сборник. 2018. — № 14. — С. 9‒16.
- Кое-что о двух русских митрополитах XI века Ефреме Киевском и Ефреме Переяславском // Древняя Русь: Вопросы медиевистики. 2019. — № 1 (75). — С. 87‒90.
- Об одной латинствующей памяти в месяцеслове Мстиславова евангелия в связи с биографией Мстислава Великого // Архитектурная археология / Architectural archeology. 2019. — № 1. — С. 241‒253.
- Памяти Николая Николаевича Лисового (1946‒2019) // Журнал Московской Патриархии. 2019. — № 3. — С. 115‒117.
- «Русские отрывки» из «Хроники» епископа Титмара // Титмар Мерзебургский. Хроника / Подгот. И. В. Дьяконов, И. А. Настенко. — 3-е изд., испр. и доп. — М.: Русская панорама, 2019. — С. 553‒572.
- [Интервью:] Печальный детектив // Историк. 2019. — № 4 (52). — С. 40‒47.
- Древнерусские паломничества на Запад // Церковь в истории России. — М.: ИРИ РАН, 2020. Сб. 13: К 90-летию чл.-корр. РАН Я. Н. Щапова / Отв. ред. Е. В. Белякова. — С. 77‒96.
- Памяти Анджея Поппэ (1926‒2019). Опыт лирико-аналитического некролога // Древняя Русь: Вопросы медиевистики. 2020. — № 1 (79). — С. 183‒194.
- «Владимиръ на столѣ»: тронные изображения на монетах крестителя Руси // POLYSTORIA: Анатомия власти. Государи и подданные в Европе в Средние века и Новое время. Сб. статей к 60-летию М. А. Бойцова / Отв. ред. О. С. Воскобойников, О. И. Тогоева. — М., 2021. — С. 66‒88.
- Др.-русск. отьчичь: грани смысла династического термина // Sub specie aeternitatis. Сб. научных статей к 60-летию В. Б. Крысько. — М., 2021. — С. 416‒425.
- [Интервью:] Анна Русская // Историк. 2021. — № 4. — С. 42‒47.
- Интервью с доктором исторических наук А. В. Назаренко // Филаретовский альманах. 2021. — Вып. 17. — С. 195‒215.
- Как крестилась Русь // Историк. 2022. — № 3 (87). — С. 50-55.

#### Статьи в «Православной энциклопедии»
- Русская церковь в X — первой трети XV века // Православная энциклопедия. — М., 2000. — Т. Специальный том. — С. 38-60. — 656 с. — 40 000 экз. — ISBN 5-89572-005-6.
- Авраамий Смоленский // Православная энциклопедия. — М., 2000. — Т. I : А — Алексий Студит. — С. 178-179. — 40 000 экз. — ISBN 5-89572-006-4.
- Александр Ярославич Невский // Православная энциклопедия. — М., 2000. — Т. I : А — Алексий Студит. — С. 541—544. — 40 000 экз. — ISBN 5-89572-006-4.
- Альберт // Православная энциклопедия. — М., 2001. — Т. II : Алексий, человек Божий — Анфим Анхиальский. — С. 71-72. — 40 000 экз. — ISBN 5-89572-007-2.
- Андрей Юрьевич Боголюбский // Православная энциклопедия. — М., 2001. — Т. II : Алексий, человек Божий — Анфим Анхиальский. — С. 393—398. — 40 000 экз. — ISBN 5-89572-007-2.
- Антоний // Православная энциклопедия. — М., 2001. — Т. II : Алексий, человек Божий — Анфим Анхиальский. — С. 602-606. — 40 000 экз. — ISBN 5-89572-007-2. (часть статьи)
- Болеслав I Храбрый // Православная энциклопедия. — М., 2002. — Т. V : Бессонов — Бонвеч. — С. 647-648. — 39 000 экз. — ISBN 5-89572-010-2.
- Борис и Глеб // Православная энциклопедия. — М., 2003. — Т. VI : Бондаренко — Варфоломей Эдесский[англ.]. — С. 44-60. — 39 000 экз. — ISBN 5-89572-010-2. (часть статьи)
- Борис Юрьевич // Православная энциклопедия. — М., 2003. — Т. VI : Бондаренко — Варфоломей Эдесский[англ.]. — С. 74. — 39 000 экз. — ISBN 5-89572-010-2.
- Бруно // Православная энциклопедия. — М., 2003. — Т. VI : Бондаренко — Варфоломей Эдесский[англ.]. — С. 268-269. — 39 000 экз. — ISBN 5-89572-010-2.
- Варлаам // Православная энциклопедия. — М., 2003. — Т. VI : Бондаренко — Варфоломей Эдесский[англ.]. — С. 596-597. — 39 000 экз. — ISBN 5-89572-010-2.
- Василий Ростиславич // Православная энциклопедия. — М., 2004. — Т. VII : Варшавская епархия — Веротерпимость. — С. 216-217. — 39 000 экз. — ISBN 5-89572-010-2.
- Вит, Модест и Крискентия // Православная энциклопедия. — М., 2004. — Т. VIII : Вероучение — Владимиро-Волынская епархия. — С. 574-576. — 39 000 экз. — ISBN 5-89572-014-5. (в соавторстве с А. А. Туриловым)
- Владимир (Иоанн) Василькович // Православная энциклопедия. — М., 2004. — Т. VIII : Вероучение — Владимиро-Волынская епархия. — С. 724-725. — 39 000 экз. — ISBN 5-89572-014-5.
- Владимиро-Волынская епархия // Православная энциклопедия. — М., 2004. — Т. VIII : Вероучение — Владимиро-Волынская епархия. — С. 726-732. — 39 000 экз. — ISBN 5-89572-014-5. (часть статьи)
- Всеслав Брячиславич // Православная энциклопедия. — М., 2005. — Т. IX : Владимирская икона Божией Матери — Второе пришествие. — С. 690-692. — 39 000 экз. — ISBN 5-89572-015-3.
- Галицкая епархия (середина XII—XIII в.) // Православная энциклопедия. — М., 2005. — Т. X : Второзаконие — Георгий. — С. 322-328. — 39 000 экз. — ISBN 5-89572-016-1. (часть статьи)
- Георгий (Юрий) Игоревич // Православная энциклопедия. — М., 2006. — Т. XI : Георгий — Гомар. — С. 103-104. — 39 000 экз. — ISBN 5-89572-017-X.
- Григорий Полонинский // Православная энциклопедия. — М., 2006. — Т. XIII : Григорий Палама — Даниель-Ропс. — С. 41. — 39 000 экз. — ISBN 5-89572-022-6.
- Евпраксия (Адельгейда) Всеволодовна // Православная энциклопедия. — М., 2008. — Т. XVII : Евангелическая церковь чешских братьев — Египет. — С. 194—195. — 39 000 экз. — ISBN 978-5-89572-030-1.
- Ефрем, митрополит киевский // Православная энциклопедия. — М., 2008. — Т. XIX : Ефесянам послание — Зверев. — С. 53-54. — 39 000 экз. — ISBN 978-5-89572-034-9.
- Ефрем, митрополит переяславский // Православная энциклопедия. — М., 2008. — Т. XIX : Ефесянам послание — Зверев. — С. 36-39. — 39 000 экз. — ISBN 978-5-89572-034-9. (раздел «Судьба мощей, почитание» в соавторстве с И. В. Жиленко).
- Изяслав (Димитрий) Ярославич // Православная энциклопедия. — М., 2009. — Т. XXI : Иверская икона Божией матери — Икиматарий. — С. 669–671. — 39 000 экз. — ISBN 978-5-89572-038-7.
- Иоанн I, митрополит киевский // Православная энциклопедия. — М., 2010. — Т. XXIII : Иннокентий — Иоанн Влах. — С. 469‒471. — 39 000 экз. — ISBN 978-5-89572-042-4.
- Иоанн II, митрополит киевский // Православная энциклопедия. — М., 2010. — Т. XXIII : Иннокентий — Иоанн Влах. — С. 471‒475. — 39 000 экз. — ISBN 978-5-89572-042-4.
- Ирина (Ингигерд) // Православная энциклопедия. — М., 2011. — Т. XXVI : Иосиф I Галисиот — Исаак Сирин. — С. 386-387. — 39 000 экз. — ISBN 978-5-89572-048-6.
- Киевская епархия (до сер. XV в.) // Православная энциклопедия. — М., 2013. — Т. XXXIII : Киево-Печерская лавра — Кипрская икона Божией Матери. — С. 151‒159. — 33 000 экз. — ISBN 978-5-89572-037-0. (в соавторстве с Б. Н. Флорей)
- Леон // Православная энциклопедия. — М., 2015. — Т. XL : Лангтон — Ливан. — С. 441. — 33 000 экз. — ISBN 978-5-89572-033-2.
- Леон, митр. переяславский // Православная энциклопедия. — М., 2015. — Т. XL : Лангтон — Ливан. — С. 441‒442. — 33 000 экз. — ISBN 978-5-89572-033-2.
- Леонтий I, еп. ростовский // Православная энциклопедия. — М., 2015. — Т. XL : Лангтон — Ливан. — С. 488‒490. — 33 000 экз. — ISBN 978-5-89572-033-2.
- Леонтий II, архиеп. ростовский // Православная энциклопедия. — М., 2015. — Т. XL : Лангтон — Ливан. — С. 532‒534. — 33 000 экз. — ISBN 978-5-89572-033-2.
- Ольга, княгиня // Православная энциклопедия. — М., 2018. — Т. LII : Ной — Онуфрий. — С. 636‒639, 641‒642. — 39 000 экз. — ISBN 978-5-8957-2059-2. (библ. в соавторстве с А. В. Духаниной).
- Олег Святославич, кн. тмутороканский, черниговский // Православная энциклопедия. — М., 2018. — Т. LII : Ной — Онуфрий. — С. 576-579. — 39 000 экз. — ISBN 978-5-8957-2059-2.
- Паломничество // Православная энциклопедия. — М., 2019. — Т. LIV : Павел — Пасхальная хроника. — С. 338‒358. — 39 000 экз. — ISBN 978-5-89572-061-5. (в соавторстве с В. М. Гуминским).
- Переяславская епархия (домонгольский период) // Православная энциклопедия. — М., 2019. — Т. LIV : Павел — Пасхальная хроника. — С. 415‒416. — 39 000 экз. — ISBN 978-5-89572-061-5.
- Петр, архиепископ из Руси // Православная энциклопедия. — М., 2019. — Т. LIV : Павел — Пасхальная хроника. — С. 656—657. — 39 000 экз. — ISBN 978-5-89572-061-5.
- Подскальски Герхард // Православная энциклопедия. — М., 2020. — Т. LVII : Погановская икона Божьей Матери — Православное обозрение. — С. 44‒45. — 39 000 экз. — ISBN 978-5-89572-064-6.
- Поппэ Анджей // Православная энциклопедия. — М., 2020. — Т. LVII : Погановская икона Божьей Матери — Православное обозрение. — С. 471‒475. — 39 000 экз. — ISBN 978-5-89572-064-6.
- Древняя Русь IX ‒ пер. треть XIII в. // Православная энциклопедия. — М., 2020. — Т. LX : Рипсимия, Гаиания и 35 святых дев — Саблер. — С. 209‒215. — 39 000 экз. — ISBN 978-5-89572-067-7.

#### Статьи в соавторстве
- Ф. В. Шелов-Коведяев, И. С. Чичуров. Древнерусское государство и древнейшие государства на территории СССР в советской историографии // Социально-экономические проблемы истории СССР в 80-е гг.: Итоги и задачи. Сб. ст. М., 1989. С. 3-12.
- А. Л. Хорошкевич, Г. А. Санин и др. Изучение истории внешней политики России // Социально-экономические проблемы истории СССР в 80-е гг.: Итоги и задачи. Сб. ст. М., 1989. С. 87-123.
- А. Л. Хорошкевич. Неизвестное послание Михаила Глинского // Восточная Европа в древности и средневековье: Спорные проблемы истории. Чтения памяти В. Т. Пашуто. Москва, 12-14 апреля 1993 г.: Тез. докл. / Отв. ред. А. П. Новосельцев. М.: РАН. Ин-т рос. истории, 1993. С. 115—122.
- Н. Н. Лисовой. Основательница державы: (1050 лет крещения княгини Ольги) // Александр I. Дипломат и геополитик: [сборник] / Гл. ред. С. П. Пыхтин. М.: Клиония, 2007. С. 8-19.

### Рецензии
- Докиевский период истории Восточной Европы в «Handbuch der Geschichte Rußlands» (ФРГ) // Древнейшие государства на территории СССР: Мат-лы и исслед., 1983 год. М.: Наука, 1984. С. 237—241.
- По поводу одной гипотезы о происхождении названия Киев // Древнейшие государства на территории СССР: Мат-лы и исслед., 1985 год. М.: Наука, 1986. С. 220—222.
- Труды международного конгресса, посвящённого тысячелетию христианства на Руси-Украине (Гарвардские украинские исследования. Т. 12/13, 1988—1989) // Отечественная история. М., 1992. № 4. С. 197—206.
- Два лица одной России (К выходу в свет книги В. Т. Пашуто «Русские историки-эмигранты в Европе») // Славяноведение. М., 1993. № 4. С. 112—119.
- Goehrke C. Frühzeit des Ostslaventums / Unter Mitwirkung von U.Kälin. Darmstadt, «Wissenschaftliche Buchgesellschaft», 1992 (= Erträge der Forschung. Bd. 277). 273 стр., 5 карт // Средневековая Русь: [Сб. ст.] / Редкол.: А. А. Горский (отв. ред.) [и др.]; РАН. Ин-т российской истории. М.: Российское университетское издательство, 1996. [Вып.] 1. С. 154—185.
- К проблеме княжеской власти и политического строя Древней Руси: Замечания и размышления по поводу книги Толочко А. П. Князь в Древней Руси: Власть, собственность, идеология. Киев: Наукова Думка, 1992. 224 с. // Средневековая Русь: [Сб. ст.] / Редкол.: А. А. Горский (отв. ред.) [и др.]; РАН. Ин-т российской истории. М.: Эдиториал УРСС, 1999. [Вып.] 2. С. 164—193.
- Несколько слов о «реконструктивизме» и «деконструкции»: (по поводу рецензии Т. Л. Викул на книгу А. В. Назаренко «Древняя Русь на международных путях…») // Средневековая Русь: [Сб. ст.] / Редкол.: А. А. Горский (отв. ред.) [и др.]. — М.: Индрик, 2004. — [Вып.] 5. С. 294—300.
- Был ли крещен киевский князь Ярополк Святославич, или кое-что об «исторической реальности» (По поводу статьи Толочко П. П. «Крещение Ярополка Святославича») // Византийский временник: [сборник]. М., 2006. Т. 65 (90). С. 66-72.
- Новый свет на происхождение Древней Руси? (О последней книге проф. Г. Шрамма) // Средневековая Русь: К 75-летию академика Леонида Васильевича Милова / Редкол.: А. А. Горский (отв. ред.) [и др.]. М.: Индрик, 2006. [Вып.] 6. С. 341—370.

### Переводы и комментарии
- Герберштейн, Зигмунд фон. Записки о Московии [редкол.: В. Л. Янин (отв. ред.) и др. ; пер. с нем.: А. И. Малеин, А. В. Назаренко; вступ. ст. А. Л. Хорошкевич]. М.: Изд-во МГУ, 1988. 429, [1] с.: ил.
- Немецкие латиноязычные источники IX—XI веков: Тексты, пер., коммент. / РАН. Ин-т российской истории. М.: Наука, 1993. 240 с. (Древнейшие источники по истории Восточной Европы).
- Подскальски Герхард. Христианство и богословская литература в Киевской Руси (988—1237 гг.): [Пер. с нем.] / Ред. К. К. Акентьев; пер. А. В. Назаренко. 2-е изд., испр. и доп. для рус. пер. СПб.: Византинороссика, 1996. 572 с. (Subsidia byzantinorossica: Науч. альм. / С.-Петерб. о-во византино-славян. исслед.; Т. 1).
- Герберштейн Сигизмунд. Записки о Московии / Под ред. А. Л. Хорошкевич; пер. с латинского А. И. Малеина и А. В. Назаренко; перевод с ранненововерхненемецкого А. В. Назаренко. М.: Памятники исторической мысли, 2008. Т. 1-2 (774 + 656 стр.).
- Ницше Фридрих. Полное собрание сочинений: в 13 т. / РАН. Ин-т философии. Том 8. Черновики и наброски, 1874—1879 гг. / Пер. А. И. Жеребин, В. Г. Куприянов, А. В. Назаренко. М.: Культурная революция, 2008.

### Редакция
- Религии мира: История и современность: 2002 / [Отв. ред. А. В. Назаренко; Редкол.: Г. М. Бонгард-Левин, О. Ю. Васильева, А. А. Кисилева и др.]. М.: Наука, 2002. 229 с.
- Щавелева Н. И. Древняя Русь в «Польской истории» Яна Длугоша (Кн. 1-6): Текст, перевод, комментарий / Под ред. и с дополн. А. В. Назаренко / РАН. Ин-т российской истории; Ин-т всеобщей истории. М.: Памятники исторической мысли, 2004. 495 с. (Древнейшие источники по истории Восточной Европы).